# Lileko Bonzali
Lileko Bonzali (Kisangani, 4 febbraio 1969) è un'ex cestista della Repubblica Democratica del Congo.

## Carriera
Con lo Zaire ha disputato i Giochi olimpici di Atlanta 1996.